# De slechtste chauffeur van Nederland
De slechtste chauffeur van Nederland, voorheen De allerslechtste chauffeur van Nederland, is een Nederlands televisieprogramma dat wordt geproduceerd door Skyhigh TV en gepresenteerd door John Williams.

## Geschiedenis
In 2003 en 2004 werden twee seizoenen uitgezonden door Yorin die gepresenteerd werden door Gijs Staverman. Hierin maakten de afvallers kans op een auto.
Het programma werd van 2011 tot 2013 uitgezonden door BNN en werd toen gepresenteerd door Ruben Nicolai. In 2014 werd het programma door RTL gekocht. Het is het sindsdien te zien op RTL 5, met John Williams als presentator.
In 2018 verscheen het programma met een eenmalig seizoen met bekende Nederlanders als deelnemers onder de naam De slechtste chauffeur van Nederland VIPS. Alle seizoenen van RTL verschenen tevens op hun video on demand-dienst Videoland.
In seizoen 16 (voorjaar 2025) werd de "Saint" geïntroduceerd. Dat is iemand die op de achterbank zit en ook pedalen heeft om in te grijpen in gevaarlijke situaties.

## Format
In dit programma draait het om automobilisten die op onverklaarbare wijze een autorijbewijs hebben gekregen,  maar toch grote problemen hebben met het besturen van een personenauto. Door middel van vele proeven, waarvan de meeste niet in een normale rijopleiding voorkomen, wordt getracht de kandidaten bewust te maken in het verkeer en controle te krijgen over hun auto. Vanaf seizoen 15 wordt na iedere proef een tweetal theorievragen aan de kandidaten gesteld. De kandidaten zijn opgegeven door kennissen. De redenen om hen op te geven variëren van jongeren die niet (willen) begrijpen hoe gevaarlijk ze rijden, tot mensen die heel lang niet meer gereden hebben en daarom bang zijn en/of veel fouten maken. Het is de Nederlandse versie van een programma dat ook in verschillende landen werd vertoond, zoals Britain's Worst Driver in 2002 in het Verenigd Koninkrijk en Y'a pas pire conducteur in 2007 in België. De opnames van het programma vinden voor het grootste deel plaats op Twente Airport. Wie zich voldoende verbetert mag naar huis; het duurt vaak enkele afleveringen voor de eerste deelnemer naar huis mag. Halverwege wordt een tussentijds examen gehouden, en bijna aan het eind van het seizoen een echt examen met de resterende deelnemers. In eerste instantie werd het rijbewijs van de "winnaar" doorgeknipt; in latere seizoenen niet meer. De "winnaar" krijgt een grote beker, die meestal al vele keren kapot gereden of gevallen is, en een aantal rijlessen. Het resultaat daarvan wordt nooit bekendgemaakt.

## Presentatie
| Presentator    | S1 | S2 | S3 | S4 | S5 | S6 | VIPS | S7 | S8 | S9 | S10 | S11 | S12 | S13 | S14 | S15 | S16 |
| -------------- | -- | -- | -- | -- | -- | -- | ---- | -- | -- | -- | --- | --- | --- | --- | --- | --- | --- |
| Gijs Staverman |    |    |    |    |    |    |      |    |    |    |     |     |     |     |     |     |     |
| Ruben Nicolai  |    |    |    |    |    |    |      |    |    |    |     |     |     |     |     |     |     |
| John Williams  |    |    |    |    |    |    |      |    |    |    |     |     |     |     |     |     |     |

## Jury
| Jurylid              | S1 | S2 | S3 | S4 | S5 | S6 | VIPS | S7 | S8 | S9 | S10 | S11 | S12 | S13 | S14 | S15 | S16 |
| -------------------- | -- | -- | -- | -- | -- | -- | ---- | -- | -- | -- | --- | --- | --- | --- | --- | --- | --- |
| Olav Mol             |    |    |    |    |    |    |      |    |    |    |     |     |     |     |     |     |     |
| Fraukje Dekker       |    |    |    |    |    |    |      |    |    |    |     |     |     |     |     |     |     |
| Michael van der Maas |    |    |    |    |    |    |      |    |    |    |     |     |     |     |     |     |     |
| Karin Elshout        |    |    |    |    |    |    |      |    |    |    |     |     |     |     |     |     |     |
| Matthieu Stam        |    |    |    |    |    |    |      |    |    |    |     |     |     |     |     |     |     |
| Tom Coronel          |    |    |    |    |    |    |      |    |    |    |     |     |     |     |     |     |     |
| Barbara Nanninga     |    |    |    |    |    |    |      |    |    |    |     |     |     |     |     |     |     |
| Patricia Nijman      |    |    |    |    |    |    |      |    |    |    |     |     |     |     |     |     |     |
| Tim Coronel          |    |    |    |    |    |    |      |    |    |    |     |     |     |     |     |     |     |
| Beau Luijten         |    |    |    |    |    |    |      |    |    |    |     |     |     |     |     |     |     |
| Robert Doornbos      |    |    |    |    |    |    |      |    |    |    |     |     |     |     |     |     |     |
| Linda Gillis         |    |    |    |    |    |    |      |    |    |    |     |     |     |     |     |     |     |

## Incidenten
- In de achtste aflevering van seizoen 3 werden presentator Ruben Nicolai en een cameraman aangereden door de uiteindelijke "winnaar" van het programma. Ze moesten in het ziekenhuis worden opgenomen.
- In de eerste aflevering van seizoen 4 botste een kandidaat met hoge snelheid op een oldtimer. De eigenaar van deze Volvo PV544 was een ritje aan het maken toen de auto geramd werd. De schade lag rond de 10.000 euro.
- In de eerste aflevering van seizoen 5 werd een kandidaat staande gehouden door de Koninklijke Marechaussee, omdat hij te hard reed. Tevens werd in zijn bagage een grote hoeveelheid wiet gevonden. Uiteindelijk kwam hij ervan af met een verantwoordelijkheidscursus op eigen kosten.
- In de tweede aflevering van seizoen 8 liepen de gemoederen tussen een kandidaat en de rest van de groep dermate hoog op, dat deze kandidaat door de productie uit het programma werd gezet.
- Aan het begin van seizoen 12, in 2021, liepen de gemoederen tussen een kandidaat en rest van de groep dermate hoog op dat de kandidaat los van de groep moest rijden.
- In seizoen 2023 ramde een kandidaat in volle vaart een lege geparkeerde auto op het "les-circuit". De deelnemers waren vooral geschrokken. Deze kandidaat eindigde als "gedeelde winnaar".
- Bovendien zijn er ieder seizoen vele aanrijdingen met de obstakels die de kandidaten nu juist moeten zien te ontwijken. Deze zijn vooral van piepschuim, maar de schrikreacties zijn er niet minder om. Dat draagt bij aan de bewustwording, want veel kandidaten zijn er van overtuigd dat ze uitstekend kunnen rijden.

## De slechtste chauffeur van Nederland VIPS
In 2018 verscheen eenmalig het programma met enkel bekende Nederlanders als deelnemers. Elke bekende Nederlander heeft een familielid, vriend(in) of collega als bijrijder. Dit seizoen verscheen onder de naam De slechtste chauffeur van Nederland VIPS.
| Nr | Kandidaat         | Beroep / bekend van                                 | Opmerking                        |
| -- | ----------------- | --------------------------------------------------- | -------------------------------- |
| 1  | Michella Kox      | Realityshows zoals Dames in de Dop en Echte meisjes | Winnaar                          |
| 2  | Henk Westbroek    | Zanger van Het Goede Doel                           | Eindigde als tweede in de finale |
| 3  | Gerda Havertong   | Actrice uit Sesamstraat                             | Eindigde als derde in de finale  |
| 4  | Shady Mohamed     | Temptation Island en Oh Oh Daar gaan we weer        | Afgevallen in aflevering 6       |
| 5  | Bobbie Bodt       | Presentatrice van Concentrate                       | Afgevallen in aflevering 4       |
| 6  | Esther Oosterbeek | Zangeres bij de Dolly Dots                          | Afgevallen in aflevering 2       |

## Het theorie examen
Voorafgaand aan het dertiende seizoen in het voorjaar van 2022 werd een speciale aflevering uitgezonden onder de naam De slechtste chauffeur van Nederland: Het theorie examen. In deze aflevering werden acht duo's uit eerdere seizoenen uitgenodigd voor een herkansing, onder wie Michella Kox en Henk Westbroek uit de VIPS-editie van 2018. De acht duo's moesten gezamenlijk een mondeling theorie-examen afleggen onder leiding van presentator John Williams. Het duo dat dit theorie-examen het slechtste maakte moest deelnemen aan het dertiende seizoen van het programma.

## Spin-offs

### Michella rijdt door
Michella rijdt door is een online televisieprogramma van RTL XL en Videoland. Het programma draait om realityster Michella Kox die een van de deelnemers was van het eerste seizoen De slechtste chauffeur van Nederland VIPS. Zij was uiteindelijk de eerste bekende Nederlander die uit de strijd kwam als de slechtste chauffeur, hierdoor kreeg ze de prijs: 20 uur aan rijlessen bij jurylid en rijschoolhoudster Patricia Nijman.
Doordat Kox meerdere malen de media haalde door haar rijstijl in De slechtste chauffeur van Nederland, besloten de programmamakers van RTL haar een spin-off-serie te geven onder de naam Michella rijdt door. In de serie konden de kijkers zien hoe het met Kox' rijvaardigheden gaat na De slechtste chauffeur van Nederland en hoe de gewonnen 20 uur aan rijlessen bij jurylid Patricia Nijman verliepen. Aan het einde van deze serie moest Kox opnieuw rijexamen doen bij een onafhankelijke rij-instructeur om te kijken of ze nu wel aan de eisen zou voldoen; ze wist uiteindelijk niet te slagen, desondanks behield ze wel haar rijbewijs.
Het programma bestond uit vier afleveringen en duurde per aflevering circa 12 minuten. De serie was alleen online te zien op de video on demand-diensten van RTL genaamd RTL XL en Videoland.

### De beste slechtste chauffeur van Nederland
In 2023 kwam er wederom een spin-off die verscheen onder de titel De beste slechtste chauffeur van Nederland, daarin kregen enkele eerdere deelnemers opnieuw de kans om hun rijgedrag op een beter niveau te krijgen. Voor één deelnemer was dat de derde keer dat hij meedeed; deelnames aan twee seizoenen achter elkaar waren onvoldoende. De "winnaar" van 2023 is er ook bij. Begin oktober 2024 maakt de spin-off zijn terugkeer voor een tweede seizoen.

## Waardering
De kijkcijfers van seizoen 5 schommelden tussen de 800.000 en 1.050.000 met de finale als best bekeken aflevering met 1.151.000 kijkers. Het seizoen daarna scoorde aanzienlijk minder kijkers. De kijkersaantallen bleven onder de 800.000 en de finale scoorde in het zesde seizoen het slechtst met slechts 500.000 kijkers.

## Trivia
- Ondanks dat seizoen 10 in 2019 geen VIPS-editie was, deden er enkele bekende Nederlanders mee, onder wie Dennis Schouten en Jeronimo.[12]

3 op Reis ·
Afkicken ·
De allerslechtste echtgenoot van Nederland ·
Atletico Ananas ·
AVRO's Sterrenslag ·
Baby te huur ·
De Badgasten ·
De beste ·
Bitches ·
Bloed, Zweet en Luxeproblemen ·
Break Free · 
Cash Cab ·
Comedy Live ·
Costa! ·
Crazy 88 ·
Dennis en Valerio vs de rest ·
Dennis vs Valerio ·
Doe Maar Normaal ·
Egoland ·
Feuten ·
Finals ·
Floortje en de ambassadeurs · 
Floortje naar het einde van de wereld ·
Get Smarter in a Week ·
Golden Oldies ·
De Grote Donorshow ·
Hey DJ ·
Je zal het maar hebben ·
Je zal het maar zijn ·
Kannibalen ·
Katja vs Bridget ·
Katja vs De Rest ·
Kebab TV ·
De Klimaatpolitie ·
Lama gezocht ·
De Lama's ·
Lijst 0 ·
Loverboys ·
MaDiWoDoVrijdagshow ·
De Man met de Hamer ·
Mystery Party ·
De Nationale Eettest ·
De Nationale IQ Test ·
Neuken doe je zo! ·
De Nieuwste Show ·
Nu we er toch zijn ·
Onderweg naar Morgen ·
Over Mijn Lijk ·
Ranking the Stars ·
Rat van Fortuin ·
Ruben vs Geraldine ·
Ruben vs Katja ·
Ruben vs Sophie ·
Het schnitzelparadijs ·
De School ·
De slechtste chauffeur van Nederland ·
Sluipschutters ·
Smeris ·
De Social Club ·
Spuiten en Slikken ·
De Stalkshow ·
StartUp ·
Sterretje Gezocht ·
Stop in the Name of Love ·
Tessa ·
Tequila ·
Top of the Pops ·
Try Before You Die ·
Van God Los ·
Vier handen op één buik ·
VOC ·
Vrijdag op Maandag ·
Waar kan ik je 's nachts voor wakker maken? ·
Walhalla ·
Weg met BNN ·
De Zeven Zeeën